# Бичинський Зіновій
Зіновій Бичинський (Зенон, Зигмонт; псевдоніми — Анин, Ганин; 20 (8) грудня 1880, с. Урмань, нині Тернопільського району Тернопільської області — 19 червня, за іншими даними 10 липня 1947, м. Анн-Арбор, США) — український релігійний діяч, письменник.

## Біографія
Закінчив Бережанську гімназію (1898), студіював право у Львівському університеті (1899-1903). Від 1904 — в США. Працював у редакції газети «Свобода», навчався у пресвітерській семінарії в Алегені та Манітобській колегії у Вінніпезі (Канада), після чого став пастором.
Редактор часописів «Канадійський фармер» і «Канадійський ранок» у Вінніпезі. Організував Ліберальний клуб. Учителював у провінції Альберта. 1910 переїхав до міста Анн-Арбор (штат Мічиган, США), працював бібліотекарем у місцевому університеті. 1912-1915 — редагував місячник «Союз», згодом «Ранок» — орган українського пресвітеріанської церкви в Канаді.

## Творчість
Автор теологічних праць, оповідань із життя українських першопоселенців на канадській землі, п'єси «В Старім і Новім краю» (1908), повісті «Емігранти», роману «Ключі журавлів». Редактор першого українського календаря «Поселенець» (1907), один із перших літературних критиків у Канаді.
Кілька років працював проповідником у м. Кенора. 1928-1930 — в Українській євангельській реформаторській церкві в Галичині з осідком у Львові, де видавав часопис «Українська реформація». У 1930 році повернувся до США в м. Енн-Арбор, де працював у бібліотеці університету.
Автор драми «В старім і новім краю» (1910), повісті «Ключ журавлів», розвідок «Мартин Лютер», «Іван Гус», «Історія і суть протестантизму», багатьох оповідань.